# Lystrenia dyrceae
Lystrenia dyrceae är en insektsart som beskrevs av Ronald Gordon Fennah och Carvalho 1963. Lystrenia dyrceae ingår i släktet Lystrenia och familjen lyktstritar. Inga underarter finns listade i Catalogue of Life.